# Giancarlo Galan

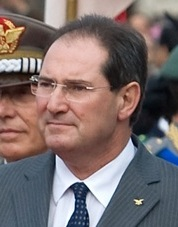
Giancarlo Galan, 2010

Giancarlo Galan (* 10. September 1956 in Padua) ist ein italienischer Politiker der Forza Italia (2013).

## Leben
Vom 23. April 1995 bis 21. April 2010 war Galan Präsident der Region Venetien. Vom 16. April 2010 bis 23. März 2011 war Galan als Nachfolger von Luca Zaia Landwirtschaftsminister in Italien. Sein Nachfolger im Amt wurde Francesco Saverio Romano. Galan war im Kabinett Berlusconi IV vom 23. März 2011 bis 16. November 2011 Kulturminister in Italien. Sein Nachfolger im Amt wurde Lorenzo Ornaghi. In den 1970er und 1980er war er Mitglied der Partito Liberale Italiano. Von 1994 bis 2009 war er Mitglied der Partei Forza Italia und von 2009 bis 2013 war er Mitglied der Il Popolo della Libertà. Seit 2013 ist er Mitglied der Partei Forza Italia (2013). Im Oktober 2014 wurde Galan wegen Bestechung und Geldwäsche im MO.S.E-Projekt inhaftiert.